# Peet Stol

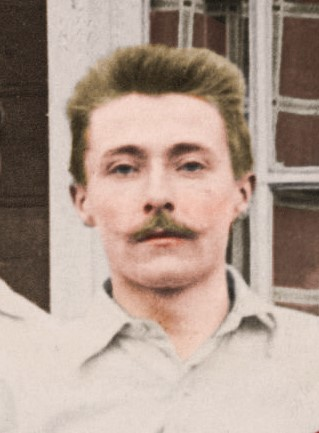
Peet Stol (1905)

Peet Stol (bürgerlich Petrus Cornelis Stol; * 26. Januar 1880 in Haarlem; † 27. November 1956) war ein niederländischer Fußballnationalspieler.
Stol spielte zu Beginn des 20. Jahrhunderts für den Haarlemsche FC. Er war am 30. April 1905 Mitglied jener niederländischen Fußballnationalmannschaft, die das erste Fußballländerspiel in der Geschichte des Landes bestritt. In Antwerpen siegte das Team mit 4:1 gegen Gastgeber Belgien.
Beim Rückspiel zwei Wochen später am 14. Mai 1905 in Rotterdam, das die Niederlande mit 4:0 gegen Belgien gewannen, gehörte Stol auch dem Kader an.
Diese beiden Spiele blieben jedoch die einzigen Einsätze in der Nationalmannschaft.